# Bowery Ballroom

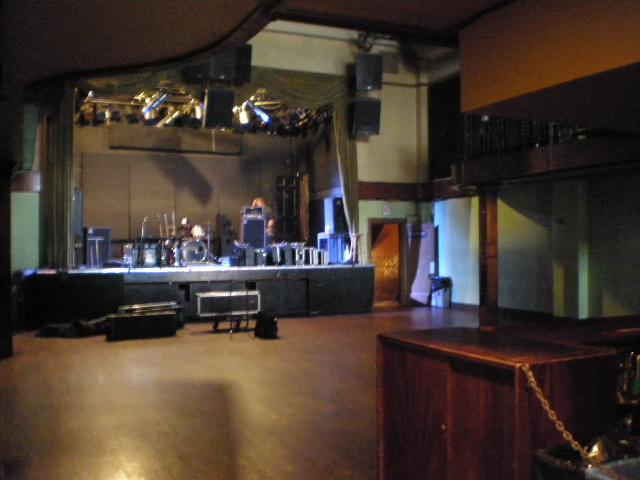
Scena Bowery Ballroom

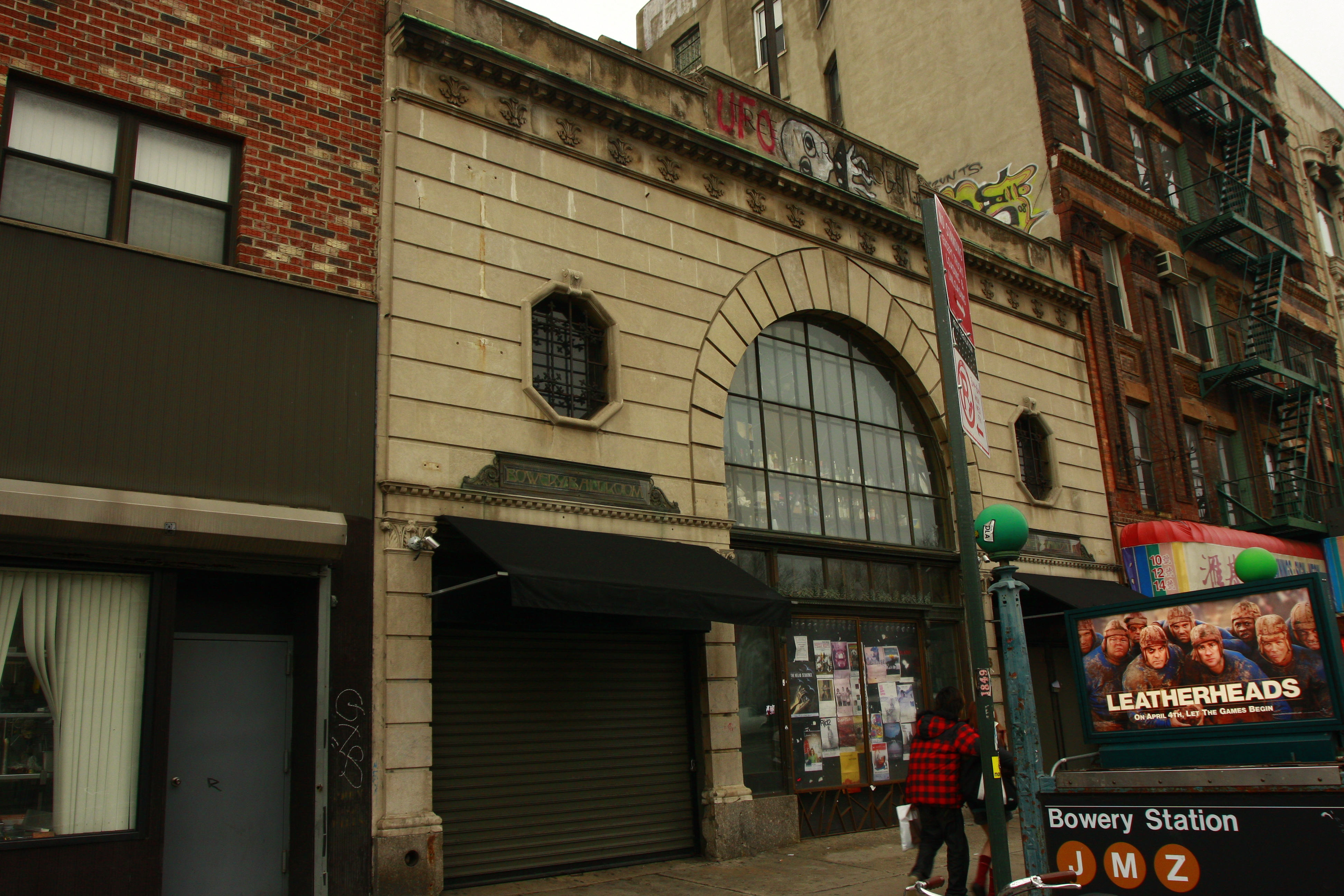
Bowery Ballroom widziana z wejścia na stację metra

Bowery Ballroom – sala koncertowa, znajdująca się przy ulicy Delancey Street na Manhattanie w Nowym Jorku. Budynek powstał tuż przed tzw. Czarnym Czwartkiem. Był on bezużyteczny aż do zakończenia II wojny światowej, kiedy to otwarto w nim dobrze prosperujący sklep. W 1997 roku budynek został przekształcony w salę koncertową.
Tuż przed wejściem do Bowery Ballroom znajduje się stacja Bowery nowojorskiej linii metra.
Nazwa klubu wielokrotnie wykorzystywana była przez różnych muzyków, tak np. Joan Baez wydała album pt. Bowery Songs, który został nagrany na żywo w Bowery Ballroom. Poza tym często ukazywały się koncertowe płyty lub wersje piosenek, nagrane na żywo w tej właśnie sali.